# Charles Lacoste
Charles Lacoste (* 3. März 1870 in Floirac (Gironde), Département Gironde; † März 1959 in Paris) war ein französischer Maler.

## Leben
Als Maler war Lacoste Autodidakt. Durch seinen Jugendfreund, den Dichter Francis Jammes, begann sich Lacoste für die Kunst zu interessieren. Er wurde Mitglied der Künstlergruppe Les Nabis, der bereits u. a. Édouard Vuillard und Félix Vallotton angehörten. Hier schloss er auch Freundschaft mit André Gide. Im Oktober 1898 hatte er seine erste Einzelausstellung im Salon des Cent in Paris.
1899 zog er ganz nach Paris, wo er bis zu seinem Tod wohnte. Ab 1901 stellt er regelmäßig im Salon des Artistes Indépendants aus. 1903 war er Gründungsmitglied des Salon d’Automne, bei dem seine Arbeiten bis zu seinem Tod regelmäßig ausgestellt werden. 1904 brachte ihn André Gide in Kontakt mit dem Pariser Fotografen und Galeristen Eugène Druet. Zwischen 1905 und 1938 veranstaltete Druet in seiner Galerie um die 30 Ausstellungen mit Arbeiten von Lacoste.
1985 zog eine Wanderausstellung mit Werken von Lacoste über Paris, Beauvais und Bordeaux durch Frankreich. 1992 zeigte die Galerie Katia Granoff eine Einzelausstellung zu Charles Lacoste. Vom 30. Januar bis 2. Mai 2002 zeigte die Wildenstein Gallery in New York 40 Gemälde seiner Gemälde. Dies war zugleich die erste Ausstellung von Lacoste-Arbeiten in den USA. Guy Wildenstein veröffentlichte über Lacoste 2002 das Buch „Charles Lacoste, A Forgotten Nabi“ (Wildenstein & Company). Kurz vor Beginn musste Wildenstein die eigentlich als Verkaufsausstellung angekündigte Veranstaltung als eine reine Ausstellung ausweisen, da bekannt wurde, dass drei der Gemälde 1983 in Paris gestohlen wurden.